# Llei d'Ordre Públic de 1933
La Llei d'Ordre Públic de 1933 va ser la llei aprovada per les Corts de la Segona República Espanyola el 28 de juliol de 1933 que va substituir a la Llei de Defensa de la República, norma d'excepció que havia regulat l'ordre públic durant el primer bienni republicà (1931-1933). Va ser profusament utilitzada pel govern de Manuel Azaña fins a la seva caiguda a l'octubre de 1933, pels governs radical-cedistes del segon bienni (1933-1935), i pel govern del Front Popular, per la qual cosa les garanties constitucionals van estar suspeses pràcticament durant tot aquest temps (des de juliol de 1933 a l'inici de la guerra civil espanyola).

## El contingut de la llei
La llei va ser redactada per Oriol Anguera de Sojo, llavors col·laborador d'Azaña i posteriorment ministre de la CEDA, que va prendre com a referència l'avantprojecte de Llei d'Ordre Públic elaborat per l'Assemblea Nacional de la Dictadura de Primo de Rivera, del que va copiar, entre altres coses, els tres tipus d'estat d'excepció (prevenció, alarma i guerra).
La Llei d'Ordre Públic facultava al govern per establir tres estats d'excepció per Decret, sense necessitat que les Corts suspenguessin prèviament les garanties constitucionals (així ho va afirmar el membre de la Comissió José Sánchez-Covisa d'Acció Republicana enfront d'alguns diputats de l'oposició que deien que la Llei Ordre Públic només podia regir en el supòsit de prèvia suspensió de les garanties constitucionals: «la Constitució diu que quan estiguin suspeses les garanties constitucionals regirà la Llei d'Ordre Públic, que no és el mateix. La diferència essencial entre la Llei d'Ordre Públic de 1870 -crec que ho ha dit el ministre de la Governació i es consigna en el preàmbul del Projecte de Llei-, la diferència essencial està en el fet que aquella necessitava prèviament la suspensió de les garanties, i aquesta no la precisa»).:
- L'estat de prevenció facultava al Govern, que era qui el declarava, per a prendre «mesures no aplicables en règim normal» durant dos mesos, que podien ser prorrogats.[3] Aquestes mesures governatives afectaven al dret de lliure de circulació pel territori nacional, facultaven la intervenció en indústries i comerços que poguessin motivar pertorbacions de l'ordre públic, amb la possibilitat de suspendre'ls temporalment, obligaven a la presentació prèvia de publicacions i atribuïen competències preventives sobre reunions i associacions.[4]

- L'estat d'alarma podia ser declarat pel Govern «quan així ho exigeixi la seguretat de l'Estat, en casos de notòria i imminent gravetat». Facultava a les autoritats governatives per practicar registres de domicilis, detencions preventives, imposar penes de desterrament fins a 250 quilòmetres (que era el límit establert en la Constitució), «compel·lir» a presumptes alteradors al canvi de residència, prohibir actes públics i dissoldre associacions considerades perilloses.[5] José Sánchez Covisa, president de la Comissió i defensor del dictamen, va reconèixer que l'estat «d'alarma és un estat de suspensió absoluta de garanties. De manera que de l'estat d'alarma al de guerra no hi ha més que un pas: la resignació dels poders de l'autoritat civil i el lliurament del comandament a l'autoritat militar».[2]

- L'estat de guerra també era declarat pel Govern si l'autoritat civil no pogués «dominar en breu terme l'agitació i restablir l'ordre». Sota l'estat de guerra assumeix el comandament suprem l'autoritat militar.[6]

En els estats de prevenció i alarma els presumptes delictes contra l'ordre públic no eren jutjats pels tribunals ordinaris sinó per uns tribunals d'urgència creats per la llei i integrats per magistrats de la corresponent Audiència Nacional, i en els quals els sumaris i causes es tramitarien peremptòriament. El paradoxal és que la Constitució republicana, en el seu article 105, havia previst que mitjançant Llei s'organitzessin «tribunals d'urgència per fer efectiu el dret d'empara de les garanties individuals», però aquests mai van arribar a constituir-se. En l'estat de guerra, els acusats eren jutjats per consells de guerra integrats únicament per militars, a diferència de l'anterior Llei d'Ordre Públic de 1870 i de l'avantprojecte de Llei d'Ordre Públic de Primo de Rivera de 1929 en les quals els consells de guerra estaven composts per civils i militars, norma, sens dubte menys militarista i que hagués aportat unes majors garanties al procés militar.
Les sancions imposades pels tribunals d'urgència podien ser recorregudes davant el Tribunal de Garanties Constitucionals, però es van presentar molt pocs recursos, la qual cosa seria una prova de la seva ineficàcia.

## El debat parlamentari
Segons Manuel Ballbé, el motiu de supressió de la Llei de Defensa de la República i la creació d'una Llei d'Ordre Públic no venia determinat per la voluntat governamental de posar fi al sistema excepcional vigent, sinó que s'explica perquè els federals de José Franchy y Roca per a la seva entrada al Govern -que ampliava la base de suport parlamentari- van posar com a condició la derogació de la Llei de Defensa de la República. No obstant això Gabriel Jackson afirma que van ser els socialistes els que van obligar Azaña a derogar la Llei de Defensa de la República a canvi de la seva continuïtat al govern.
El projecte de Llei d'Ordre Públic va ser presentat a les Corts a l'abril de 1933 i el debat parlamentari va tenir lloc al juny, sent aprovada, no sense forta oposició, en el mes de juliol.
Van intervenir en contra de l'aprovació de la llei Antonio Royo Villanova de la Minoria Agrària que va dir que amb ella «el ciutadà... està lliurat a l'arbitrarietat de l'autoritat governativa»; Eduardo Ortega y Gasset que va advertir de la imprecisió dels conceptes que contenia que podien tornar-se contra els mateixos que la recolzaven (Crec que aquesta Llei hauria de ser considerada, reflexionada i meditada. Per contra, anem a ella d'una manera improvisada, d'una manera temerària, oferint un instrument de tortura en l'avenir als elements de reacció que un dia puguin triomfar) i va concloure el defecte cardinal d'aquesta Llei és el de voler fer compatible un estat d'excepció amb l'estat normal; José María Gil Robles va demanar al Govern i a la majoria parlamentària que el recolzava que no pensin des del punt de vista dels qui es troben en el poder, perquè torres més altes han caigut i els que avui es troben a dalt, demà poden estar a baix»; José Antonio Balbontín del grup anomenat dels Jabalíes va assenyalar que la nova llei era com la Llei de Defensa de la República, només que amb un altre nom, ja que l'estat de prevenció o alarma previst «serà poc menys que perpetu. Els preceptes assenyalats aquí per regular l'estat d'alarma són els que venen regint des que es va implantar la República... Heu deportat ja a obrers sense necessitat d'aquesta Llei a més de 250 quilòmetres que establia la Constitució. Ara heu deportat 36 obrers a Sevilla sense que haguessin comès cap infracció, només com a mesura preventiva». Finalment Ángel Ossorio y Gallardo, que havia estat el president de la Comissió Jurídica Assessora que va redactar l'avantprojecte de Constitució Espanyola de 1931, va plantejar l'anticonstitucionalitat d'alguns articles, entre ells el 18 que permetia a l'autoritat la prohibició preventiva de qualsevol reunió. Com ha assenyalat l'historiador Manuel Ballbé:
| « | Els esdeveniments posteriors van demostrar quan encertades eren les crítiques… i que en realitat aquesta Llei completava les bases d'un Estat autoritari. Una altra paradoxa de la Història ha estat que els autors de la mateixa -principalment els socialistes- en serien les seves primeres víctimes | » |

## L'aplicació de la llei: l'estat d'excepció com a regla
Poc temps després de l'entrada en vigor de la Llei, ja va ser utilitzada. El 18 d'agost de 1933 es declara l'estat de prevenció a Sevilla, que romandrà fins al 18 d'octubre. Però el govern republicano-socialista de Manuel Azaña no va tenir pràcticament temps per aplicar-la doncs va caure tres mesos després.
Els governs radical-cedistes del segon bienni recorreran de forma sistemàtica a la Llei d'Ordre Públic, per la qual cosa l'estat d'excepció passarà a ser la regla, sent veritablement excepcionals els períodes en què regeix la normalitat constitucional. Durant pràcticament els quatre últims mesos de 1933 -és a dir, des del mateix moment d'aprovació de la Llei d'Ordre Públic- i els dos anys següents, està permanentment declarat l'estat de prevenció, d'alarma o de guerra.
Durant els sis mesos de govern del Front Popular fins a l'inici de la guerra civil espanyola tampoc es va tornar a la normalitat constitucional, perquè l'estat d'alarma declarat pel govern de Manuel Portela Valladares el 17 de febrer va ser prorrogat mes a mes pels governs de Manuel Azaña i de Santigo Casares Quiroga, i això a pesar que al programa de la coalició s'incloïa el restabliment de les garanties constitucionals i la revisió de la Llei d'Ordre Públic perquè «sense perdre res de la seva eficàcia defensiva garanteixi millor al ciutadà contra l'arbitrarietat del poder; adoptant-se també les mesures necessàries per evitar les pròrrogues abusives dels estats d'excepció»